# Neurotraumatologie
Die Neurotraumatologie (griechisch νεῦρον neuron, deutsch ‚Nerv‘, τραύμα trauma, deutsch ‚Wunde‘ und -logie λόγος lógos, deutsch ‚Wort‘, ‚Lehre von‘, ‚Vernunft‘, ‚Sinn‘) ist als Teilgebiet der Medizin die Lehre von Formen, Mechanismen, Diagnosestellung und Behandlung einer durch ein äußeres Trauma verursachten Verletzung oder Schädigung des Gehirns, des Rückenmarks oder des peripheren Nervensystems. Zentrale Themen in der Neurotraumatologie sind schwere Schädel-Hirn-Traumen und traumatische Querschnittlähmungen. Die Behandlung der Folgen solcher Schädigungen ist oft langdauernd und erfordert eine inter- und transdisziplinäre Zusammenarbeit in dafür spezialisierten Rehabilitationskliniken. Die wissenschaftliche und praktische Tätigkeit auf dem Gebiet wird u. a. durch die Deutsche Gesellschaft für Neurotraumatologie und Klinische Neurorehabilitation e. V. gefördert.

### Lehrbücher
- Claus-Werner Wallesch, Andreas Unterberg, Volker Dietz: Neurotraumatologie. Georg Thieme, 2005, ISBN 978-3-13-136921-5.
- Felix Böcker u. a.: Neurotraumatologie. Springer, 1995, ISBN 978-3-540-55920-7.

### Fachzeitschriften
- Journal of Neurotrauma ISSN 0897-7151